# Oxrullader

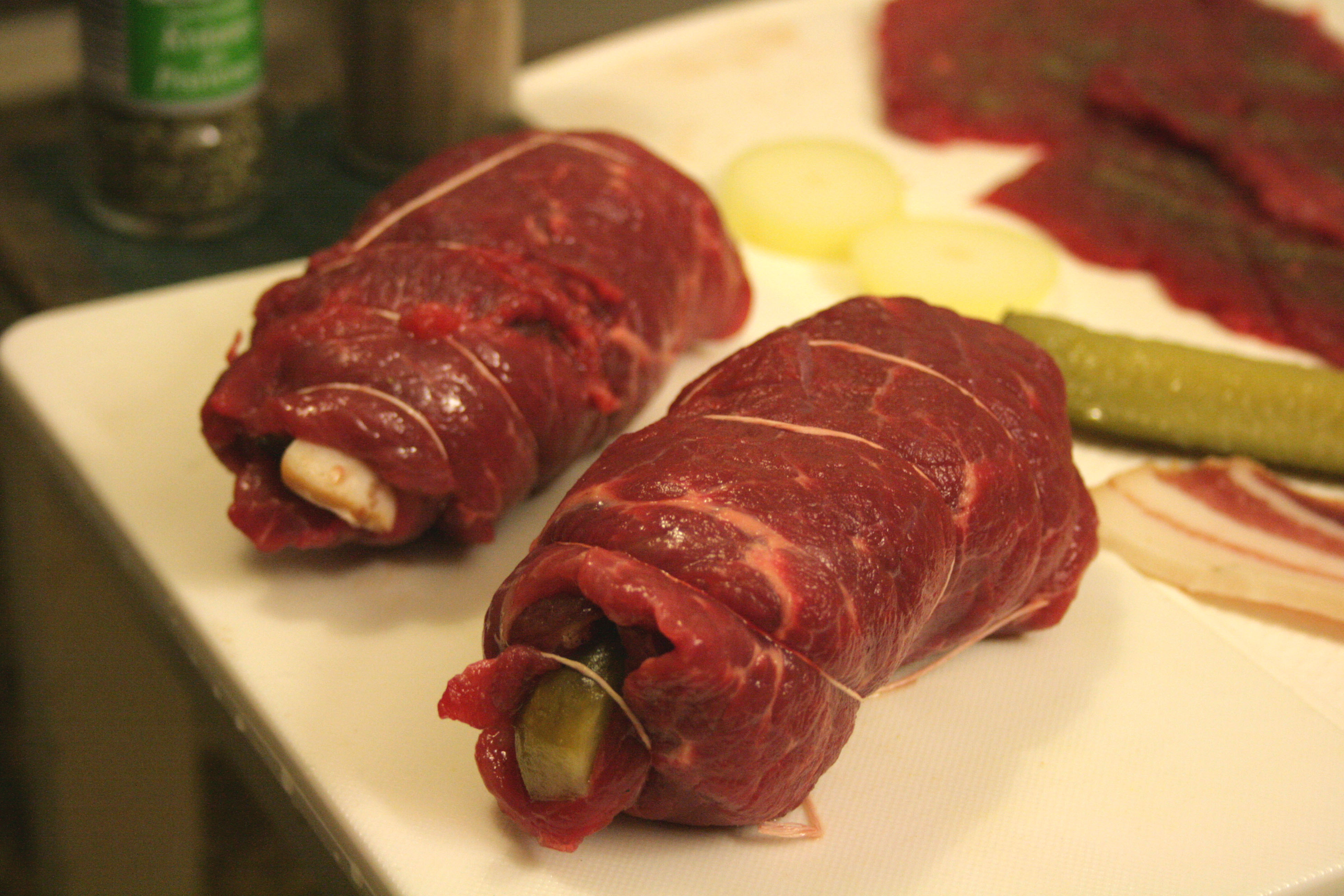
Oxrullader innan de steks.

Oxrullader, även stavat oxrulader och oxroulader (av franska roulad), är en maträtt där tunna skivor av nötkött rullas ihop runt en fyllning (rullad) och därefter bryns och bräseras. Fyllningen kan till exempel bestå av bacon, ansjovisfilé eller ädelost. Oxrullader kan serveras med potatis eller ris, skysås och råkostsallad.
Förr, åtminstone under 1800-talet, kallades oxrullader för oxjärpar eftersom dessa knutna köttstycken liknade fåglar. Namnet har levt kvar på maträtten oxjärpar, en typ av köttfärsbiffar.

## Varianter
Rullader, rulader och roulader kan även syfta på varianter med skivor av annat kött, exempelvis fisk.